# Географски атлас
Атлас је збирка астрономских и географских карата правилно сређених у садржајну целину. Назив је добио по митолошком бићу Атласу који се јавља у 16. веку на насловној страници Меркаторове збирке карата). Поред географског атласа постоји и енциклопедијски атлас који представља збирку таблица, графикона и илустрација из области ботанке, зоологије, медицине и др.

## Етимологија
Употреба речи „атлас“ у географском контексту датира из 1595. године када је немачко-фламански географ Герхард Меркатор објавио Atlas Sive Cosmographicae Meditationes de Fabrica Mundi et Fabricati Figura („Атлас или космографске медитације о стварању универзума и универзума какав је створен"). Овај наслов даје Меркаторову дефиницију речи као описа стварања и форме целог универзума, а не само као збирке мапа. Свеска која је објављена постхумно годину дана након његове смрти је текст широког обима, али како су се издања развијала, постала је једноставно збирка карата и у том смислу се та реч користила од средине 17. века. Неологизам који је сковао Меркатор био је знак његовог поштовања према Титану, Атласу, „краљу Мауретаније“, кога је сматрао првим великим географом.

## Историја
Прву књигу која садржи географске карте и која би се могла сматрати атласом је саставио антички географ Клаудије Птолемеј у Александрији око 150. године. Тај атлас је доживео поновно издање у Болоњи 1477. године. Један од само неколико преосталих примерака тог атласа се данас чува у фрањевачком самостану на Кошљуну. Први модерни атлас је саставио белгијски географ Абрахам Ортелиус 1570. године. Назвао га је Theatrum Orbis Terrarum и садржавао је 53 географске карте које су приказивале цели тада познати свет. Име атлас је увео познати белгијски географ и картограф Герхард Меркатор који је израђивао прецизне карте света и подстакао Ортелиуса на израду атласа, а први такав атлас је издао 1595. Пре се сматрало да је име дао према диву Атласу из грчке митологије, али се данас сматра да је име дао према Мауританијском краљу Атласу.

## Врсте атласа
Атласи се могу поделити у различите категорије по различитим критеријумима. Прва димензија по којој се поделити је у односу на врсти медијума, па тако разликујемо штампани и атлас у електронском формату. С обзиром на знање и вештине корисника или према употреби делимо их на школски атлас, кућни атлас и атлас за планирање. Атласе у односу на обимности садржаја и величину можемо поделити на атлас света, атлас континента, атлас држава и атлас градова. Према обимности тема које обрађује, разликујемо општи атлас и тематски атлас. Општи атлас садржи углавном физичке карте, док је тематски атлас посвећен једној теми, па разликујемо историјске атласе, атласе природе, атласе анатомије итд.
Путописни атлас је направљен за лаку употребу током путовања и често има спиралне повезе тако да може бити пресавијен (на пример, познати атласи Географске А-З компаније мапа). Он има мапе са великим зумом тако да се карте могу лако прегледати. Путни атлас се такође може назвати путном мапом.
Столни атлас је направљен слично референтној књизи. Може бити у тврдом или меком повезу.
Постоје атласи других планета (и њихових сателита) у Сунчевом систему.
Постоје атласи анатомије који мапирају органе људског тела или других организама.